# Ракитнишка афера
Ракитнишката афера от 1902 година е провал в организационната мрежа на Вътрешната македоно-одринска революционна организация след разкриване на четата на крушевския войвода Велко Марков. В сражение в Ракитница загива Велко Марков и няколко души от четата му, а впоследствие османските власти правят серия арести и разкрития.

## Предистория
Вследствие на Крушевската афера от пролетта на 1902 година няколко видни българи в Крушево стават нелегални - учителите Петко Иванов, Даме Новев, Методи Стойчев и Никола Карев и гражданите Тирчо Карев, Тома Кръстев, Георги Иванов, Никола Топузов - повечето в четата на Велко Марков, други в други чети, а трети за България. Така околийската чета на Марков става 14 души.
| Велко Марков     | Селце         | войвода     | убит      |
| Марко Христов    | Сопотница     | стар четник | спасил се |
| Тирчо Карев      | Крушево       | гражданин   | убит      |
| Петко Иванов     | Горно Върбени | учител      | заловен   |
| Даме Новев       | Крушево       | учител      | убит      |
| Тома Дойчинов    | Крушево       | търговец    | заловен   |
| Стоян Иванов     | Джван         | стар четник | убит      |
| Георги Христов   | Света         | стар четник | спасил се |
| Методи Стойчев   | Крушево       | учител      | заловен   |
| Гюрчин Наумов    | Сланско       | стар четник | спасил се |
| Христо Тасев     | Вогяни        | стар четник | спасил се |
| Иван Боримечката | Журче         | стар четник | заловен   |
| Павел Костов     | Крушево       | гражданин   | убит      |
| Георги Кошинчето | Кошино        | стар четник | убит      |

## Сражение в Ракитница
През май 1902 година четата отсяда в село Радово. В събота преди Петрови поклади въпреки съобщенията за потеря в гората тръгва за Ракитница, за да отнесе четири пушки и да накаже предателя Стоян Толев. Пристига в 11 часа в селото и е разквартирувана в две съседни къщи - на Никола Миленков и на Христо. В първата къща са Марко Христов, Тирчо Карев, Христо Тасев, Георги Христов, Георги Кошински, Павел Костов и Диме Новев, а във втората останалите. На сутринта ръководителят на местния комитет Гроздан Георгьовски уведомява Марко Христов, че към селото идва аскер откъм местността Сухо гърло към Радово, като умишлено скрива числото на войниците. Турците обграждат къщите и се завързва сражение, като няколко четници с войводата успяват да излязат и да заемат позиции на улиците и в дола. Велко Марков е убит, а при ожесточаването на сражението излезлите навън се връщат в къщите. Турците на няколко пъти се опитват неуспешно да запалят къщите, а четниците правят също неуспешни опити да пробият обсадата. Привечер турците успяват да подпалят едната къща, но четниците продължават да се сражават от мазето. През нощта идва подкрепление изпратено от крушевския ръководител дякон Йосиф Пречистански в състав Никола Шапарданов, Мирче Ив. Бойчинов, Вангю Георгиев Белич, Михаил (Миха) Алексиев (Алексов), Васил Томов Клисаров, Яне Павлов Стомнарко, Иван Котев Белувчето, Атанас (Ташку) Куков (Кукев), което заема позиция при Койов трън над Ракитница към Растовица. Откъм Брезово пристига и четата на Йордан Пиперката, заедно с милиция от Пуста река, Горно и Долно Дивяци и Зашле, която заема западния рид. Подкрепленията обаче не успяват да разкъсат обсадата. В селото Тирчо Карев, който отива за пушки в една плевня от страх да не бъде заловен прави неуспешен опит да се застреля в гърлото и моли другарите си да го доубият. Гюрчин Наумов повежда останалите четници на пробив и успява да ги изведе до Вели връх към Зашле. При пробива турците успяват да заловят живи няколко четници, полузадушени от дима, между които и раненият в гърба Тома Кръстев Дойчинов. Загиват Велко Марков, Павел Костов, Даме Новев, Тирчо Карев, Георги от Кошино и Стоян Иванов, които са погребани в двора на църквата „Свети Димитър“ в Ракитница. Турците дават убити 25 души, между които черкезинът кръвопиец Юнус. На Велко Марков, Тирчо Карев и Георги Кошинчето главите са отрязани за показ. Заловените са откарани в мюдюрлука в Прибилци, където са бити от крушевския държавен бирник Кьория и битолския полицейски пристав Мустафа ефенди. След това са закарани в Битоля, където военнополевия съд ги осъжда на доживотен затвор. Освен това загиват и 6 местни жители, а 3 са ранени.

## Последици
След сражението властите се нахвърлят настървено над местните българи. Освен двете къщи на четата, изгарят още 12 къщи, в които загиват 2 деца. Обрани са 18 къщи и са арестувани 30 селяни.
Връщайки се от Койов камък, отрядът на Шапарданов укрива оръжието си в пустата къща на Томо Илковски в местността Рамчище. Това е забелязано от шпионката Куфа, която го издава на властите. Оръжието е прибрано, арестувани и жестоко бити са главният български учител в Крушево Андрей Христов и църковният слуга Димитър Неделков (Цуце). Властта се опитва да залови издадените от Куфа Васо Т. Клисар и Яне П. Стомнарко, но те успяват да се спасят и стават нелегални.
Издайниците на четата - ръководителят на местния революционен комитет Гроздан Георгиовски и Стоян Толев са убити.